# (35671) 1998 SN165
(35671) 1998 SN165 ist ein großes transneptunisches Objekt im Kuipergürtel, das bahndynamisch als Cubewano (CKBO) eingestuft wird. Aufgrund seiner Größe gehört der Asteroid möglicherweise zu den Zwergplanetenkandidaten.

## Entdeckung
1998 SN165 wurde am 23. September 1998 von Arianna Gleason am 0,9–m-Teleskop des Kitt-Peak-Observatoriums am Steward-Observatorium (Arizona) entdeckt. Die Entdeckung wurde am 10. Juli 1999 bekanntgegeben, der Planetoid erhielt am 5. Dezember 2006 von der IAU die Kleinplaneten-Nummer 35671.
Nach seiner Entdeckung ließ sich 1998 SN165 auf Fotos bis zum 15. September 1998, die ebenfalls am Steward-Observatorium gemacht wurden, zurückgehend identifizieren und so seinen Beobachtungszeitraum um acht Tage verlängern, um so seine Umlaufbahn genauer zu berechnen. Seither wurde der Planetoid durch verschiedene Teleskope wie das Herschel-Weltraumteleskop sowie erdbasierte Teleskope beobachtet. Im Oktober 2018 lagen insgesamt 230 Beobachtungen über einen Zeitraum von 66 Jahren vor. Die bisher letzte Beobachtung wurde im September 2017 am Pan-STARRS-Teleskop (PS1) (Maui) durchgeführt. (Stand 11. März 2019)

## Eigenschaften

Animierte Umlaufbahnsimulation von 1998 SN_{165}.

### Umlaufbahn
1998 SN165 umkreist die Sonne in 232,60 Jahren auf einer fast kreisförmigen Umlaufbahn zwischen 36,31 AE und 39,33 AE Abstand zu deren Zentrum. Die Bahnexzentrizität beträgt 0,040, die Bahn ist 4,61° gegenüber der Ekliptik geneigt. Derzeit ist der Planetoid 39,30 AE von der Sonne entfernt. Das Perihel durchläuft er das nächste Mal 2064, der letzte Periheldurchlauf dürfte also im Jahre 1831 erfolgt sein.
Marc Buie (DES) klassifiziert den Planetoiden als Cubewano, wobei er zu den bahndynamisch «kalten» klassischen KBO gehört, während vom Minor Planet Center keine spezifische Einstufung existiert, es ordnet ihn als Nicht-SDO und allgemein als «Distant Object» ein.

### Größe und Rotation
Derzeit wird von einem Durchmesser von 393 km ausgegangen, basierend auf einem Rückstrahlvermögen von 6 % und einer absoluten Helligkeit von 5,71 m, was anhand von Daten des Herschel-Weltraumteleskops ermittelt wurde. Ausgehend von einem Durchmesser von 393 km ergibt sich eine Gesamtoberfläche von etwa 485.000 km². Die scheinbare Helligkeit von 1998 SN165 beträgt 21,58 m.
Da es denkbar ist, dass sich 1998 SN165 aufgrund seiner Größe im hydrostatischen Gleichgewicht befindet und somit weitgehend rund sein könnte, erfüllt er möglicherweise die Kriterien für eine Einstufung als Zwergplanet. Mike Brown geht davon aus, dass es sich bei 1998 SN165 um vielleicht einen Zwergplaneten handelt.
Anhand von Lichtkurvenbeobachtungen rotiert 1998 SN165 in 8 Stunden und 50,4 Minuten einmal um seine Achse. Daraus ergibt sich, dass er in einem 1998 SN165-Jahr 230656 Eigendrehungen („Tage“) vollführt. Dies ist allerdings noch mit einigen Unsicherheiten behaftet, da die damalige Beobachtungszeit nicht ausreichte und die Fehlerquote bei ungefähr 30 % liegt.
| Jahr                                         | Abmessungen km      | Quelle              |
| -------------------------------------------- | ------------------- | ------------------- |
| 2008                                         | 460,0 +060,0 −080,0 | Stansberry u. a.    |
| 2013                                         | 446,0               | Mommert u. a.       |
| 2014                                         | 393,0 +48,0−48,0    | Vilenius u. a.      |
| 2015                                         | 333,83              | LightCurve DataBase |
| 2018                                         | 393,0               | Brown               |
| Die präziseste Bestimmung ist fett markiert. |                     |                     |